# Getsêmani

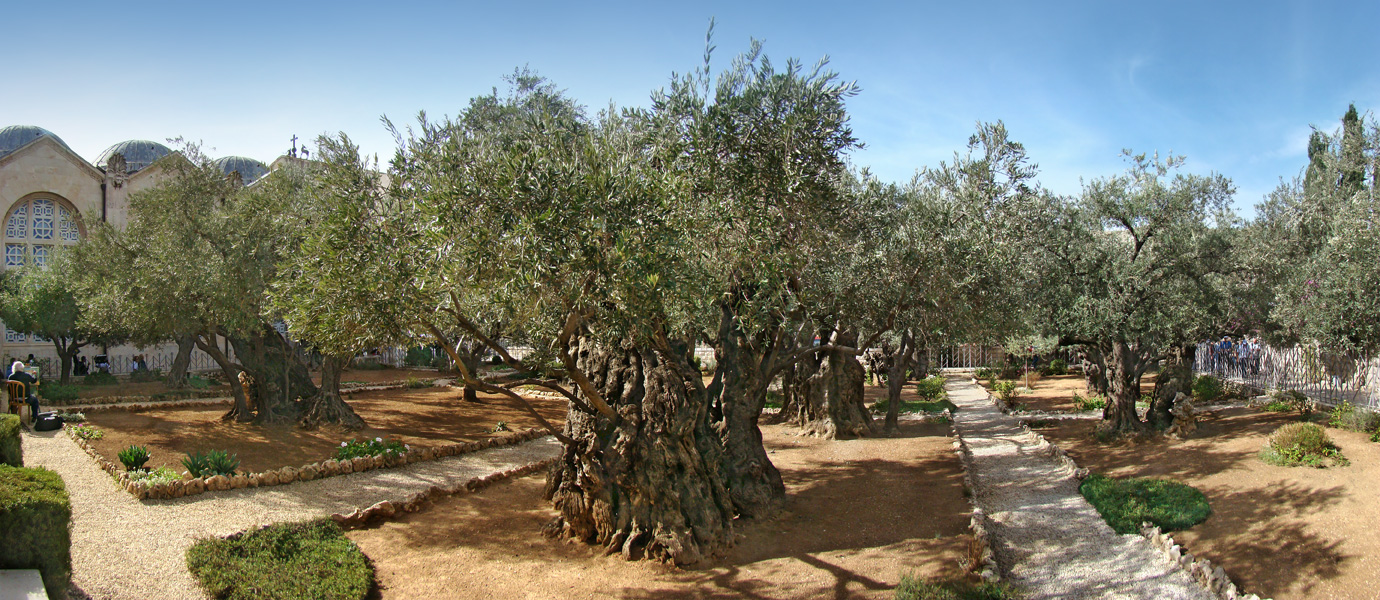
Jardim de Getsêmani.

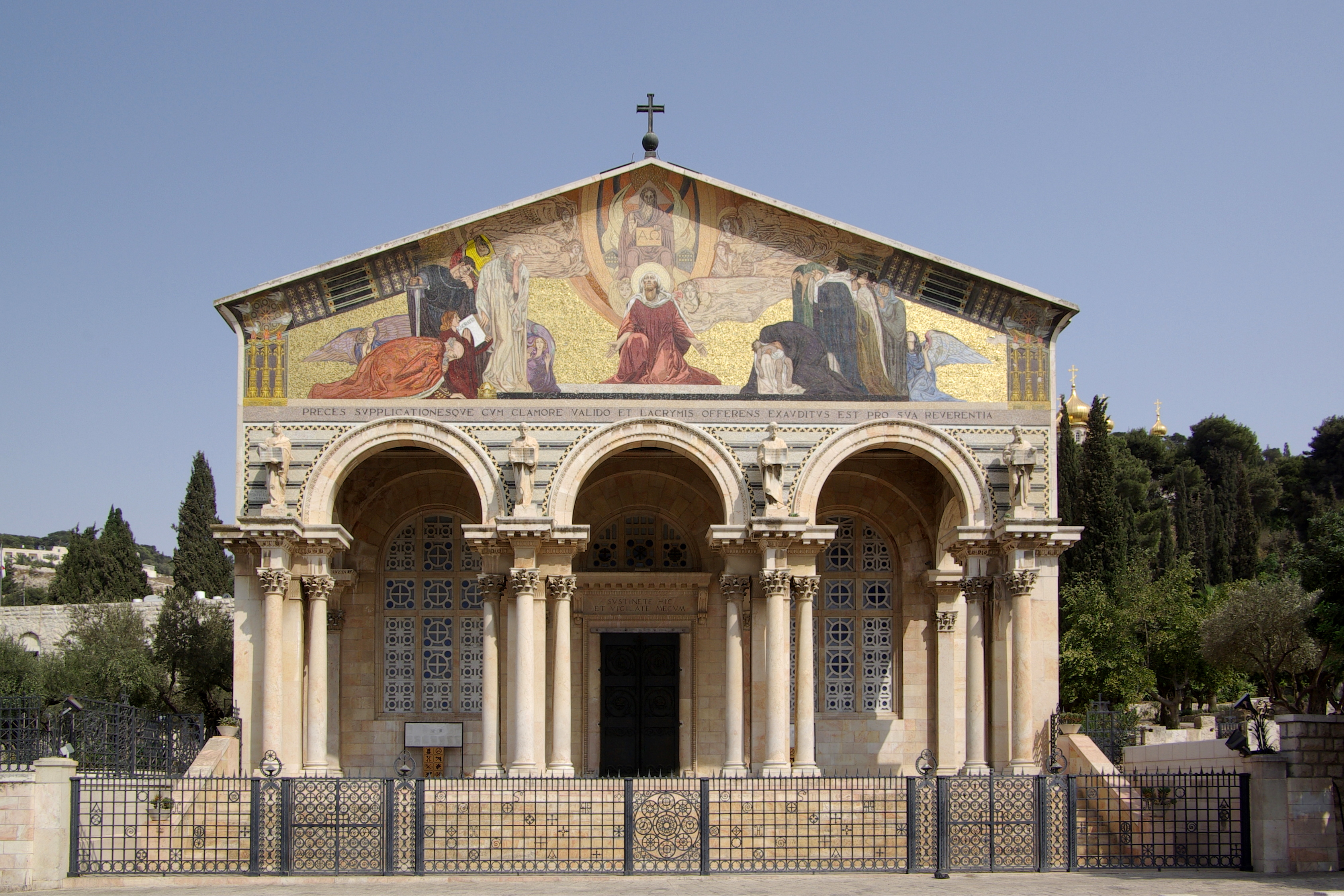
Igreja de Todas as Nações.

Getsêmani (português brasileiro) ou Getsémani (português europeu) (em grego: Γεθσημανή, transl. Gethsēmani; em hebraico: גת שמנים, transl. Gat Shmanim, do aramaico גת שמנא, Gat Shmānê, literalmente "prensa de azeite") é um jardim situado no sopé do Monte das Oliveiras, em Jerusalém (atual Israel), onde Jesus e seus discípulos oraram na noite anterior à crucificação de Jesus. De acordo com o Evangelho segundo Lucas, a angústia de Jesus no Getsêmani foi tão profunda que "seu suor tornou-se em grandes gotas de sangue, que corriam até ao chão."

## Etimologia
Getsêmani apareceu no original grego dos Evangelhos (Mateus 26:36 e Marcos 14:32) como Γεθσημανι (Gethsēmani), nome derivado do aramaico גת שמנא (Gaṯ-Shmānê), que significa "prensa de azeite". Em Marcos, ele é chamado de chorion, "lugar" ou "propriedade"; já em João 18:1, ele aparece como um kepos, "horto" ou "jardim".

## Localização
O jardim identificado como Getsêmani localiza-se ao ínicio do Monte das Oliveiras, no vale do Cédron. Diante do jardim está a Igreja de Todas as Nações, também conhecida como Igreja da Agonia, construída no sítio de uma igreja destruída em 614 pelos sassânidas, e que posteriormente foi reconstruída pelos cruzados e destruída novamente em 1219. Nas proximidades encontra-se a Igreja Ortodoxa Russa de Santa Maria Madalena, com suas Torres bulbosas douradas, no estilo russo-bizantino, construída pelo czar Alexandre III da Rússia em memória de sua mãe.
Há quatro lugares que alegam ser o local onde Jesus orou na noite em que foi traído:
1. A Igreja de Todas as Nações, de onde se vê um jardim com a chamada "Rocha da Agonia".
2. Um local perto do Túmulo da Virgem, ao norte.
3. A igreja ortodoxa grega, a leste.
4. O jardim da Igreja Ortodoxa Russa, próximo à Igreja de Santa Maria Madalena.

Dr. Thomson, o autor de The Land and the Book, escreveu: "A primeira vez que eu vim para Jerusalém e por muitos anos depois, este local era aberto a todos quando desejassem vir para meditar sob as antiquíssimas oliveiras. Os latinos, porém, tomaram posse, nos últimos anos, de todo o lugar e construíram um muro à volta. Os gregos inventaram um outro lugar um pouco mais ao norte. Minha impressão é a de que ambas estão erradas. O local é muito perto da cidade e tão perto da grande via para o leste que o Senhor dificilmente o teria escolhido para seu retiro naquela perigosa e sombria noite. Estou inclinado a localizar o Jardim das Oliveiras num vale fechado uma centena de metros a noroeste do atual Getsêmani".

## Peregrinação
De acordo com Lucas 22:43–44, a agonia de Jesus no Getsêmani foi tão profunda que "o seu suor tornou-se em gotas de sangue a cair sobre a terra." De acordo com a tradição da Igreja Ortodoxa, o Getsêmani é o local onde a Virgem Maria foi enterrada e de onde depois ela ascendeu aos céus após a dormição no Monte Sião.
O jardim de Getsêmani foi um ponto focal para os primeiros peregrinos cristãos. Foi visitado em 333 pelo anônimo dito 'Peregrino de Bordeaux', cujo Itinerarium Burdigalense é a primeira descrição deixada por um viajante cristão da Terra Santa. Em seu Onomasticon, Eusébio de Cesareia nota que o sítio do Getsêmani se localiza "aos pés do Monte das Oliveiras" e acrescenta que "os fiéis costumavam ir lá para rezar." Acredita-se que as oliveiras ali plantadas têm mais de 900 anos de idade.